# Campanula fragilis
Campanula fragilis là loài thực vật có hoa trong họ Hoa chuông. Loài này được Cirillo mô tả khoa học đầu tiên năm 1788.